# Alliance des patriotes de Géorgie
L’Alliance des patriotes de la Géorgie (géorgien: საქართველოს პატრიოტთა ალიანსი) est un parti politique fondé en décembre 2012.

## Histoire
Elle se définit elle-même comme un parti populiste d’opposition et anti-occidental. L’Alliance des patriotes de Géorgie a été fondée par Irma Inashvili, Soso Manjavidze et Davit Tarkhan Mouravi.
Lors des élections locales de 2014, elle recueille 4,6 % des suffrages exprimés, ce qui lui permet d’être présente dans 30 municipalités. 
Le 9 juin 2016, elle annonce la création d’un bloc électoral avec les partis Géorgie libre (Kakha Kukava),  Liberté (Konstantine Gamsakhurdia), Traditionalistes (Akaki Asatiani), Nouveaux Chrétiens-Démocrates (Gocha Jojua) et le Mouvement politique pour le renforcement de la loi (Vétérans).
Le parti est accusé par le Dossier Centre  de Mikhaïl Khodorkovski comme ayant cherché à manipuler les élections en Géorgie avec l'aide de la société de conseil moscovite POLITSECRETS.

## Résultats électoraux

### Élections législatives
| Élection | Votes  | %    | Sièges  | Rang |
| -------- | ------ | ---- | ------- | ---- |
| 2016     | 88 097 | 5,01 | 6 / 150 | 3e   |
| 2020     | 60 493 | 3,14 | 4 / 150 | 6e   |